# Машина Дубинса
Машина Дубинса — математическое описание движения машины на плоскости с ограничением на поворот руля.
Траетории такой машины имеют ограниченную кривизну с обоих сторон.
|                                               |  |  |
| Примеры кратчайших траекторий машины Дубинса. |  |  |

## Описание
Машина Дубинса описывается следующей системой дифференциальных уравнений:
{\displaystyle {\begin{aligned}{\dot {x}}&=\cos \varphi \\{\dot {y}}&=\sin \varphi \\{\dot {\varphi }}&=u,\quad u\in [u_{1},u_{2}],\end{aligned}}}
где {\displaystyle x} и {\displaystyle y} — координаты положения машины на плоскости, а {\displaystyle \varphi } — угол её направления.

## История
Лестер Эли Дубинс (1920—2010)
доказал, что кратчайший путь такого типа между точками плоскости с выбранными направлениями состоит из максимально изогнутых и/или прямых отрезков.
Другими словами, кратчайший путь будет проложен путем соединения дуг окружностей максимальной кривизны и прямых линий.
Дубинс доказал свой результат в 1957 году.
В 1974 году Гарольд Х. Джонсон передоказал результат Дубинса, применив принцип максимума Понтрягина.
В частности, Гарольд Х. Джонсон представил необходимые и достаточные условия для того, чтобы плоская кривая, имеющая ограниченную кусочно-непрерывную кривизну и заданные начальные и конечные точки и направления, имела минимальную длину.
В 1992 году тот же результат был передоказан с использованием принципа максимума Понтрягина.
Совсем недавно Дж. Айала, Д. Кирзенблат и Дж. Хайам Рубинштейн представили доказательство на основе дифференциальной геометрии кривых.
Доказательство, характеризующее пути машины Дубинса в гомотопических классах, было дано Дж. Айалой.

## Вариации и обобщения
- Предпологается, что машина Дубинса, движется только вперед. Если она может двигаться и задним ходом, то её путь называется траекторией Ридса — Шеппа.[7]